# محمد الخضور
محمد رضا الخضور (مواليد 22 أبريل 1999، لاعب كرة قدم قطري يجيد اللعب كلاعب وسط.

## مسيرة اللاعب
لعب مع نادي قطر ونادي لوسيل.